# Crystal Serenity
Die Crystal Serenity ist ein 2003 gebautes Kreuzfahrtschiff von Crystal Cruises.

## Geschichte
Das Schiff wurde unter der Baunummer H32 auf der Werft Chantiers de l’Atlantique für 350 Millionen US-Dollar gebaut. Bestellt wurde es am 12. Dezember 2000. Die Kiellegung fand am 6. Juli 2002, der Stapellauf am 8. November 2002 statt. Die Ablieferung des Schiffes an Crystal Cruises erfolgte am 30. Juni 2003. Die Crystal Serenity wurde am 3. Juli 2003 durch die britische Schauspielerin und Sängerin Julie Andrews getauft und begann ihre erste Reise am 7. Juli.
Aufgrund der Insolvenz von Genting Hong Kong, dem Mutterunternehmen von Crystal Cruises, stellte die Reederei am 19. Januar 2022 den Betrieb ihrer Hochseeschiffe bis zum 29. April 2022 ein. Um einer Beschlagnahmung des Schiffes aufgrund etwa 2,2 Millionen US-Dollar unbezahlter Treibstoffrechnungen aus dem Weg zu gehen, legte die Crystal Serenity nicht wie geplant auf ihrer bereits am 17. Januar gestarteten Kreuzfahrt am 30. Januar auf Aruba an, sondern wurde nach Freeport auf den Bahamas umgeleitet. Am 4. Februar 2022 wurde das Schiff gemeinsam mit der Crystal Symphony in Freeport arrestiert.
Im Juni 2022 wurden die Crystal Serenity und die Crystal Symphony auf den Bahamas versteigert. Beide Schiffe wurden im Rahmen einer versiegelten Auktion verkauft, wobei die Gebote beim Obersten Gerichtshof der Bahamas eingereicht und eine Kaution von 10 % hinterlegt werden musste. Die Crystal Serenity ging im Rahmen der Versteigerung für 103 Mio. US-Dollar an das Unternehmen CSE Ltd. Berichten zufolge befinden sich sowohl CSE Ltd. als auch CSY Ltd., die parallel die Crystal Symphony ersteigerte, im Besitz von Manfredi Lefebvre d’Ovidio de Clunieres di Balsorano, eines 1953 geborenen Multimilliardärs und Miteigentümers von Silversea Cruises sowie Vorsitzenden der Heritage Group und Co-Vorsitzenden von A&K/Abercrombie and Kent.
Am 22. Juni 2022 wurde bekannt gegeben, dass beide Schiffe nun im Besitz der A&K Travel Group sind, einem Joint Venture von Abercrombie & Kent und der Heritage Group Monaco sind. Die Renovierungsarbeiten an der Crystal Serenity wurden im Juli 2023 abgeschlossen, das Schiff ging am 31. Juli wieder in Dienst.  Für das Management der Schiffe beauftragte A&K die in Monaco ansässige V.Ships Leisure (Teil der V.Group Holdings).